# Hayes Jones
Hayes Wendell Jones (Starkville, 4 agosto 1938) è un ex ostacolista statunitense, campione olimpico dei 110 metri ostacoli ai Giochi di Tokyo 1964.

## Palmarès
| Anno | Manifestazione      | Sede    | Evento   | Risultato | Prestazione | Note            |
| ---- | ------------------- | ------- | -------- | --------- | ----------- | --------------- |
| 1959 | Giochi panamericani | Chicago | 110 m hs | Oro       | 13"6        |                 |
| 1959 | Giochi panamericani | Chicago | 4×100 m  | Oro       | 40"4        |                 |
| 1960 | Giochi olimpici     | Roma    | 110 m hs | Bronzo    | 14"0        |                 |
| 1964 | Giochi olimpici     | Tokyo   | 110 m hs | Oro       | 13"6        | Record olimpico |